# Nick Barmby
Nicholas Jonathan „Nick” Barmby (ur. 11 lutego 1974 w Kingston upon Hull) – trener piłkarski, były angielski piłkarz występujący na pozycji pomocnika lub napastnika. Wieloletni zawodnik Hull City.

## Kariera klubowa
Nick Barmby zawodową karierę rozpoczynał w 1991 roku w Tottenhamie Hotspur, barwy którego reprezentował od 1991 do 1995 roku. Dla „Kogutów” Nick rozegrał niemal 100 ligowych spotkań, w których strzelił 21 bramek. Dobre występy w tym klubie spowodowały, że Barmby za nieco ponad pięć milionów funtów przeniósł się do Middlesbrough. Tam grał przez półtora roku, po czym za prawie sześć milionów funtów przeniósł się do Evertonu. Przez cztery lata gry w tym klubie angielski zawodnik rozegrał 116 pojedynków. W 2000 roku Barmby trafił do rywala zza miedzy – Liverpoolu. Od 1959 roku żaden zawodnik „The Toffees” nie zdecydował się przenieść do „The Reds”. Niestety w drużynie Liverpoolu Nick doznał groźnej kontuzji, która zastopowała rozwój jego kariery. W 2002 roku za nieco ponad dwa i pół miliona funtów zasilił Leeds United, jednak tam nie prezentował się najlepiej. W 2004 roku został wypożyczony do Nottingham Forest, skąd przeszedł do Hull City. Nowej drużynie pomógł w awansie do League One. Zwrócił na siebie uwagę podczas meczu z ekipą Walsall, w którym trafił do siatki rywali już w siódmej sekundzie meczu.Zakończył karierę piłkarską 1 stycznia 2012 roku.

## Kariera reprezentacyjna
W reprezentacji Anglii Barmby występował w latach 1995–2001. Rozegrał w niej 23 mecze i zdobył cztery gole. Dwa razy wystąpił w finałach mistrzostw Europy – w 1996 oraz 2000 roku. 1 września 2001 roku Barmby zagrał w pamiętnym meczu z drużyną narodową Niemiec, kiedy to Anglicy rozgromili rywali aż 5:1. Wcześniej Nick występował w reprezentacjach młodzieżowych swojego kraju.